# Гечо Хашнов
Гечо Хашнов е български националреволюционер. Известен е с фамилното име Хашнов заради прозвището си Хашната.

## Биография
Роден е в село Къкрина, Ловешко. Установява се в Ловеч заедно с брат си Никола Сирков (Халача). Завършва Ловешкото класно училище. Овладява кафтанджийския занаят. Наема помещение на новопостроения Покрит мост в Ловеч и пренася там своята работилница.
Включва се в работата на Ловешкия частен революционен комитет на ВРО. Заедно със съпругата си Величка Хашнова е съратник, доверено лице и укривател на Васил Левски. Къщата им е в старинния квартал „Вароша“.
През Руско-турска война (1877 – 1878) при превземането на Ловеч от отряда на Рифат паша е убит в уличните боеве на 15 юли 1877 г. заедно със сина си Никола Хашнов. От неговото семейство оцелява съпругата му Величка Хашнова, дъщерята Марийка Хашнова и синът Лукан Хашнов.